# Memento (patrón de diseño)
Memento es un patrón de diseño cuya finalidad es almacenar el estado de un objeto (o del sistema completo) en un momento dado de manera que se pueda restaurar en ese punto de manera sencilla.
Para ello se mantiene almacenado el estado del objeto para un instante de tiempo en una clase independiente de aquella a la que pertenece el objeto (pero sin romper la encapsulación), de forma que ese recuerdo permita que el objeto sea modificado y pueda volver a su estado anterior.

## Motivación
Se usa este patrón cuando se quiere poder restaurar el sistema desde estados pasados y por otra  parte, es usado cuando se desea facilitar el hacer y deshacer de determinadas operaciones, para lo que habrá que guardar los estados anteriores de los objetos sobre los que se opere (o bien recordar los cambios de forma incremental).

## Ejemplo

### Java
El siguiente programa Java ilustra el uso de "undo" con el patrón Memento. Intervienen tres clases: la clase Originator (Originador) es una clase que cambia de estado; la clase Caretaker (Portero) se encarga de registrar los cambios del Originador; Memento (Recuerdo) guarda el objeto a salvaguardar.
```
import
 
java.util.*
;

 

class
 
Memento
 

{

    
private
 
String
 
state
;

 

    
public
 
Memento
(
String
 
stateToSave
)

    
{

        
state
 
=
 
stateToSave
;
 

    
}

    
public
 
String
 
getSavedState
()

    
{

        
return
 
state
;
 

    
}

}

 

class
 
Originator
 

{

    
private
 
String
 
state
;

    
/* lots of memory consumptive private data that is not necessary to define the 

     * state and should thus not be saved. Hence the small memento object. */

    
public
 
void
 
set
(
String
 
state
)
 

    
{
 

       
System
.
out
.
println
(
"Originator: Setting state to "
+
state
);

       
this
.
state
 
=
 
state
;
 

    
}

    
public
 
Memento
 
saveToMemento
()
 

    
{
 

        
System
.
out
.
println
(
"Originator: Saving to Memento."
);

        
return
 
new
 
Memento
(
state
);
 

    
}

    
public
 
void
 
restoreFromMemento
(
Memento
 
m
)
 

    
{

        
state
 
=
 
m
.
getSavedState
();
 

        
System
.
out
.
println
(
"Originator: State after restoring from Memento: "
+
state
);

    
}

}
   

 

class
 
Caretaker
 
{

   
private
 
ArrayList
<
Memento
>
 
savedStates
 
=
 
new
 
ArrayList
<
Memento
>
();

 

   
public
 
void
 
addMemento
(
Memento
 
m
)
 
{
 
savedStates
.
add
(
m
);
 
}

   
public
 
Memento
 
getMemento
(
int
 
index
)
 
{
 
return
 
savedStates
.
get
(
index
);
 
}

}
   

 

class
 
MementoExample
 
{

   
public
 
static
 
void
 
main
(
String
[]
 
args
)
 
{

       
Caretaker
 
caretaker
 
=
 
new
 
Caretaker
();

       
Originator
 
originator
 
=
 
new
 
Originator
();

       
originator
.
set
(
"State1"
);

       
originator
.
set
(
"State2"
);

       
caretaker
.
addMemento
(
 
originator
.
saveToMemento
()
 
);

       
originator
.
set
(
"State3"
);

       
caretaker
.
addMemento
(
 
originator
.
saveToMemento
()
 
);

       
originator
.
set
(
"State4"
);

       
originator
.
restoreFromMemento
(
 
caretaker
.
getMemento
(
1
)
 
);

   
}

}

```

La salida en pantalla es:
```
Originator: Setting state to State1
Originator: Setting state to State2
Originator: Saving to Memento.
Originator: Setting state to State3
Originator: Saving to Memento.
Originator: Setting state to State4
Originator: State after restoring from Memento: State3
```

```
/**

 * Memento pattern: Copy the information into a another class for recovery in the future if necessary

 * @author Asenior

 *

 */

public
 
class
 
MementoPattern
 
{

	
public
 
void
 
main
(
String
 
args
[]
){

		
RegularClass
 
regularClass
 
=
 
new
 
RegularClass
();

		
regularClass
.
setData
(
"First Report"
);

		
System
.
out
.
println
(
regularClass
.
data
);

		
regularClass
.
makeBackup
();

		
regularClass
.
setData
(
"Second Report"
);

		
System
.
out
.
println
(
regularClass
.
data
);

		
regularClass
.
recoverBackup
();

		
System
.
out
.
println
(
regularClass
.
data
);

	
}

	

	
public
 
class
 
Memento
{

		
public
 
String
 
memoryData
;

		

		
public
 
Memento
(
String
 
data
){

			
this
.
memoryData
=
data
;

		
}

		

		
public
 
String
 
recoverOldInformation
(){

			
return
 
memoryData
;

		
}

	
}

	

	
public
 
class
 
RegularClass
{

		
Memento
 
memento
;

		
String
 
data
;

		
public
 
RegularClass
(){

			

		
}

		
public
 
void
 
setData
(
String
 
data
){

			
this
.
data
 
=
 
data
;

		
}

		
public
 
void
 
makeBackup
(){

			 
memento
 
=
 
new
 
Memento
(
data
);

		
}

		
public
 
void
 
recoverBackup
(){

			
data
 
=
 
memento
.
recoverOldInformation
();

		
}

	
}

}

```